# Ablations
Pour les articles homonymes, voir Ablation.
Pour plus de détails, voir Fiche technique et Distribution.
Ablations est un film franco-belge réalisé par Arnold de Parscau, sorti en 2014.

## Synopsis
Un homme perd ses repéres sur fond de trafic d'organes.

## Fiche technique
- Titre : Ablations
- Réalisation : Arnold de Parscau
- Scénario : Benoît Delépine
- Production : Serge de Poucques, Benoît Delépine, Sylvain Goldberg, Jean-Pierre Guérin
- Direction de la photographie : François Catonné
- Musique : Matthieu Gonet et Sylvain Goldberg
- Chef-opérateur du son : Jean-Marc Lentretien
- Décors : Patrick Colpaert
- Durée : 1h34
- Genre : drame
- Dates de sortie :
  - France : 16 juillet 2014

## Distribution
- Denis Ménochet : Pastor
- Virginie Ledoyen : Léa
- Florence Thomassin : Anna
- Philippe Nahon : Wortz
- Yolande Moreau : Assistante de Wortz
- Serge Riaboukine : Poncreux
- Philippe Rebbot : Vétérinaire du zoo
- Lika Minamoto : Mikako
- Serge Larivière : Le Chirurgien Marron
- Antoine Coesens : Patrice
- Victor Malartre : Clément
- Lily-Rose Miot : Julie
- Luka Breidigan Campana : Bruno
- Louane Gonçalves Santos : Miguel
- Georges Ser : le SDF

## Distinctions

### Nominations et sélections
- Festival international du film fantastique de Gérardmer 2014